# Numery telefoniczne w Polsce
Format i schemat wybierania numerów telefonicznych w Polsce są określone przez ministra właściwego ds. informatyzacji (obecnie Minister Cyfryzacji) w Planie numeracji krajowej (PNK).
Numery telefoniczne w Polsce przydziela operatorom Prezes Urzędu Komunikacji Elektronicznej (UKE).
Numery abonentów sieci stacjonarnej i ruchomej w Polsce mają jednolitą strukturę i długość (9 cyfr). Poszczególne cyfry numeru oznaczane są symbolami ABSPQMCDU, gdzie cyfry AB są wskaźnikiem strefy numeracyjnej (WSN) lub wyróżnikiem sieci telefonicznej (WST), np. sieci ruchomej. Przyporządkowanie cyfr AB jako WSN dla poszczególnych stref numeracyjnych jest ustalone w PNK.

## Sieci stacjonarne

Strefy numeracyjne w stacjonarnej sieci telefonicznej w Polsce

Numery w sieciach stacjonarnych są pogrupowane w strefy telefoniczne, pokrywające się z niewielkimi modyfikacjami z granicami województw sprzed reformy z 1999. Obecnie więc nie pokrywają się ani z województwami, ani z podregionami (GUS), ani z powiatami. Obszary zajmowane przez poszczególne strefy są zdefiniowane w PNK przez podanie listy gmin wchodzących w skład danej SN.
Wewnątrz każdej strefy numery są przydzielane poszczególnym operatorom przez Prezesa UKE w blokach po 1000 numerów o tych samych początkowych cyfrach ABSPQM.
Od 5 grudnia 2005 w Polsce funkcjonuje zamknięty plan numeracji krajowej.

## Numery stref numeracyjnych w Polsce
Oprócz wskaźników stref numeracyjnych (WSN) przydzielone zostały niegeograficzne wyróżniki sieci (WST):
- 26 – sieć telekomunikacyjna Sił Zbrojnych Rzeczypospolitej Polskiej z Ministerstwem Obrony Narodowej
- 39 – usługi wykorzystujące technologię IP (VoIP)
- 47 – sieć telekomunikacyjna Ministerstwa Spraw Wewnętrznych i Administracji (największe zastosowanie ma w Policji od stycznia 2020 r.[2])

## Sieci ruchome (komórkowe)
W Planie numeracji krajowej sieciom ruchomym zostały przydzielone następujące wyróżniki sieci (WST): AB = 45, 50, 51, 52, 53, 57, 60, 66, 69, 72, 73, 78, 79, 88.
W październiku 2016 roku Prezes UKE rozpoczął przydzielanie numeracji ze wskaźnikiem AB = 45, mimo że w obowiązującym PNK zakres ten nie jest jeszcze przydzielony dla sieci ruchomych.
Numery abonentów sieci ruchomej w Polsce mają jednolitą strukturę i długość (9 cyfr) i są przydzielane operatorom przez Prezesa UKE w blokach stanowiących wielokrotność 100 000 numerów o tych samych cyfrach początkowych numeru ABSP zwanych potocznie „prefiksami”. Operatorom sieci wirtualnych (MVNO) mogą być przydzielanie w blokach po 10000 numerów.
Prezes UKE nie reguluje rozdziału numerów pomiędzy poszczególne podsieci (np. Plus i Plush, T-Mobile i Heyah, Orange i Nju Mobile).
Numery dla telefonów komórkowych były do października 2004 przydzielone na stałe do operatora. Obecnie istnieje możliwość zachowania numeru przy zmianie operatora.

## Dostęp do usług sieci inteligentnych
W planie numeracji krajowej, w celu dostępu do usług sieci inteligentnej zostały przydzielone następujące wyróżniki sieci (WST): AB = 70 i 80. Numery mają standardową długość – 9 cyfr. Wewnątrz każdego bloku przydzielane są zakresy poszczególnym operatorom. Wysokość opłaty za połączenia z tymi numerami powinna być zawsze publikowana razem z informacją o danym numerze.
Do tej kategorii usług należą:
- 700 – (PRM) usługa z opłatą dodatkową (tzw. 700)
- 701 – (PRM) usługa z opłatą dodatkową (tzw. 700)
- 703 – (PRM) usługa z opłatą dodatkową (tzw. 700)
- 704 – (PAY-PER-CALL) np. usługi teległosowania i telekonkursów, mikropłatności oraz sondaży i plebiscytów
- 707 – (VOT/MAS) usługa teległosowania i telekonkursów
- 708 – (PRM) usługa z opłatą dodatkową (tzw. 700)
- 800 – (FPH) połączenie bezpłatne
- 801 – (SPL) połączenie z podziałem opłaty
- 802 – (UTR) usługa o specjalnych metodach obsługi lub realizacji technicznej
- 804 – (UAN) usługa numeru uniwersalnego
- 806 – (VPN) wirtualna sieć prywatna
- 808 – (VCC) virtual calling card

## Dostęp do sieci informatycznych (Internetu)
W Planie numeracji krajowej, w celu dostępu do sieci teleinformatycznych (w tym do Internetu) został przydzielony wyróżnik sieci (WST): AB = 20. Numery mają długość mniejszą niż standardowe numery telefoniczne w Polsce – 6 cyfr.

## Dostęp do radiowych sieci przywoławczych
W planie numeracji krajowej, w celu dostępu do radiowych sieci przywoławczych (paging) został przydzielony wyróżnik sieci (WST): AB = 64. Numery mogą mieć jedną z dwóch postaci:
- 64 + S + 000 (6 cyfr) – numer dostępu do stanowisk operatorskich danego operatora sieci przywoławczej wyróżnionego cyfrą S (obsługa ręczna),
- 64 + SPQMCDU (9 cyfr) – numer bezpośredniego dostępu do abonenta sieci przywoławczej.